# Leszlényi Imre
Leszlényi Imre, 1875-ig Leszlauer (Győr, 1855. május 22. – Budapest, Józsefváros, 1940. február 23.) magyar jogi doktor, ügyvéd, szakíró.

## Élete
Leszlényi (Leszlauer) Áron (1816–1891) győri kereskedő és Blau Leonóra (1820–1890) fia. Iskoláit szülővárosában végezte, majd a Pápai Református Kollégium Gimnáziumában érettségizett. Jogi tanulmányokat a győri akadémián folytatott, ahol főképp a közgazdasági szak keltette fel érdeklődését. 1879-ben a Budapesti Tudományegyetemen politikai, két évvel később ügyvédi oklevelet szerzett. 1896-ban gyakorló ügyvédként Budapesten telepedett le. A Győrben töltött évei alatt gyorsíróként működött és a város közgyűléseiről az országgyűlési naplóhoz hasonló tudósításokat készített. Az 1872-ben általa megalakított győri gyorsíró klub 1874 augusztusában gyorsíró körré alakult, melynek előbb titkára, utóbb elnöke volt. 1874-ben megindította a Győri Gyorsíró Közlönyt. 1875-ben gyorsírásban tanári vizsgát tett és ugyanebben az évben a soproni, majd egy évvel később az iglói gyorsíró körök dísztagjuknak választották. Munkatársa volt a drezdai gyorsírászati Correspondenz-blattnak, ahol ismertette a magyar szakirodalmat. Részt vett a finn gyorsírás megteremtésében. Több sportot is űzött, okleveles mesterlövő volt. Halálát koponyaalapi törés okozta.

## Családja
Házastársa a berlini születésű Mendelssohn Eugénia (1858–1928) volt, Mendelssohn Adolf és Cohn Janka lánya, akivel 1886. május 23-án Szombathelyen kötött házasságot.
Gyermekei:
- Leszlényi Anna (1887–?). Férje 1909–1928 között Schönfeld Emil (1876–?) kereskedő volt.[9]
- Leszlényi Leó (1898–1937)[10] nagykereskedő, kereskedelmi tanácsos, a Magyar Cobden Szövetség elnökségi tagja.

## Munkái
- Néhány szó a győri gyorsírókor rendszer-fejlesztő szakosztályához, vagy hogyan kell a Gabelsberger-Markovits rendszert javítani? (Győr, 1875)
- Ars Tironia, vagy a római Tachygraphia rövid ismertetése. Gyorsírás-régészeti tanulmány. (Győr, 1875)
- A fonografia tankönyve. I. rész. A magyar szépírás. (Győr, 1875)
- A Győri gyorsirók Közlönye (Győr, 1874. szeptember – 1877)
- Balogh Endre. Életrajz. (Győr, 1875)
- Positiv javaslatok. (Győr, 1875)
- A köznyelv (Weltsprache) a gyorsirászat szempontjából (Győr, 1875)
- A magyar gyorsírás elmélete.Győr, 1877. (Az 1–8. számú munkák kőnyomatban jelentek meg.)
- Emlékezettan és gyorsírás. (Mnemotechnie und Stenographie, Győr, 1879)
- Ujabb adatok a finn gyorsírás történetéhez (Győri Közlöny, 1880., 30. szám)
- A fizetési meghagyásról szóló törvény módosításának terve (Budapest, 1897)